# إريك روبرتس
إريك أنتوني روبرتس (بالإنجليزية: Eric Anthony Roberts) (مواليد 18 أبريل 1956؛ في بيلوكسي، مسيسيبي، الولايات المتحدة)، هو ممثل أمريكي. بدأ مسيرته الفنية عام 1977، في فيلم ملك الغجر (بالإنجليزية: King of the Gypsies) (1978)، والذي رُشح علي دوره فيه للغولدن غلوب عن أفضل ممثل لأول مرة. وحصل علي ترشيح كل من الغولدن غلوب، وجائزة الأوسكار لدوره في فيلم قطار منفلت (1985). لدي إريك أختان هن ليزا روبرتس غيلان، وجوليا روبرتس، وابنته إيما روبرتس، وهن من العناصر الفاعلة في السينما الأمريكية.

## الأعمال
- 1997: فرايجر (الدور:شيت)
- 2001: القانون والنظام: الوحدة الخاصة للضحايا (الدور:سام وينفيلد)
- 2005: داني الشبح (الدور:Dark Danny (دور صوتي))
- 2005: سي إس آي: ميامي (الدور:كين كرامر)
- 2007: هيروز (الدور:العميل طومسون)
- 2008: أنتوراج (الدور:نفسه)
- 2008: القانون والنظام: النية الإجرامية (الدور:روي هوبرت)
- 2010: تشاك (الدور:باكارد)
- 2010: شاركتوبوس (الدور:دكتور ناثان ساندز)
- 2013: سي اس آي: التحقيق في موقع الجريمة (الدور:الأخ دانيال لارسون)
- 2013: لوفلاس (الدور:Nat Laurendi)
- 2014: قلم المرايا (الدور:روبرت)

## وصلات خارجية
- الموقع الإلكتروني
- إريك روبرتس على موقع IMDb (الإنجليزية)
- إريك روبرتس على موقع روتن توميتوز (الإنجليزية)
- إريك روبرتس على موقع ألو سيني (الفرنسية)
- إريك روبرتس على موقع ميوزك برينز (الإنجليزية)
- إريك روبرتس على موقع تيرنر كلاسيك موفيز (الإنجليزية)
- إريك روبرتس على موقع أول موفي (الإنجليزية)
- إريك روبرتس على موقع قاعدة بيانات برودواي على الإنترنت (الإنجليزية)
- إريك روبرتس على موقع قاعدة بيانات الأفلام السويدية (السويدية)
- إريك روبرتس على موقع إن إن دي بي (الإنجليزية)
- إريك روبرتس على موقع ديسكوغز (الإنجليزية)